# Sint-Michielskerk (Avekapelle)
De Sint-Michielskerk is de parochiekerk van de tot de West-Vlaamse gemeente Veurne behorende plaats Avekapelle, gelegen aan de Kerkstraat.

## Geschiedenis
Avekapelle werd een zelfstandige parochie in 1149, toen het zich afsplitste van de parochie van Steenkerke. Voordien was het afhankelijk van de Sint-Bertinusabdij in Sint-Omaars. De parochie, die steeds tot de Sint-Niklaasdekenij van Veurne behoorde, lag tot in 1566 binnen heet bisdom Terwaan. Toen in 1559 in de Nederlanden nieuwe bisdommen werden opgericht, werd Avekapelle bij het bisdom Ieper ingedeeld. Dit zou zo blijven tot aan de opheffing van het bisdom. 
In 1593 werd de toenmalige kerk door de Geuzen vernield. Daarna werd de kerk herbouwd in laatgotische stijl. De oudst bekende pastoor van de parochie was een zekere Franciscus Legrijn. Hij werd in de Sint-Niklaasabdij te Veurne in 1595 geprofest onder de naam van Pater Fr. Grineus. Bij die gelegenheid werd aan beide kanten van de kerk een lindeboom geplant, waarvan er één overblijft. De kerk werd tijdens de Eerste Wereldoorlog zwaar beschadigd, en in 1920 hersteld onder leiding van architect Jozef Viérin uit Brugge.

## Gebouw
De georiënteerde kerk heeft een aangebouwde westtoren op vierkante plattegrond. Het is een driebeukige bakstenen kerk waarvan het hoofdkoor een driezijdige afsluiting heeft. De toren heeft een natuurstenen 17e-eeuws Madonnabeeld in een nis. Tegen de torenwand is een 18e-eeuwse calvarie bevestigd. Ook vindt men tegen de muur een 18e-eeuwse grafsteen en verder is er een gevelsteen ter nagedachtenis aan de gesneuvelden tijdens de Eerste Wereldoorlog.

## Interieur
Tot de schilderijen behoren drie 18e-eeuwse doeken van de Vlaamse School, en wel een Bewening, een Heilige Familie met kleine Johannes, en een Laatste Avondmaal.
Het kerkmeubilair is voornamelijk neogotisch.
De kerk wordt omgeven door een kerkhof met een oude lindeboom van 1595.